# LoSoul
LoSoul is de belangrijkste werknaam voor de Duitse deephouse- en microhouse-producer Peter Kremeier (Keulen, 1971). Hoewel hij weinig bekendheid heeft, is LoSoul onder dj's en liefhebbers hoog aangeschreven. De meeste van zijn muziek is instrumentaal maar wanneer hij zang gebruikt werkt hij doorgaans samen met de Duitse singer-songwriter Malte Schlorf.

## Geschiedenis
Muziekliefhebber Kremeier ontwikkelt in zijn jeugdjaren een brede muzieksmaak. Als hij in 1986 het nummer Jack your body van Steve Hurley voorbij ziet komen op de Duitse muziekzender VIVA, is hij direct een liefhebber. Hij maakt daarna uitstapjes naar verschillende scenes tot hij in 1992 in de clubscene van Frankfurt am Main terechtkomt en daar actief blijft. Hij is in de late jaren tachtig vanuit zijn geboorteplaats Keulen daarheen verhuisd om te studeren. Rond 1993 begint hij met enkele vrienden parties te organiseren in het nabijgelegen Wiesbaden. Naast het organiseren van party's begint hij ook met het produceren van tracks. In 1995 brengt hij als LoMotion de Moody EP uit. Een jaar later komt hij onder contract bij Playhouse Records. Daar verschijnt de single Open Door (1996). Dit nummer wordt in 1998 door Theo Parrish bewerkt tot Behind closed doors. Daarna verschijnt er nog een reeks singles. In 2000 werkt hij ook mee aan enkele tracks op het succesvolle album Rest van labelgenoot Isolée. Enkele maanden later brengt hij zijn debuutalbum Belong uit. Het album is grotendeels instrumentaal al is er een vocale track waarop de Duitse singer/songwriter Malte Schlorf te horen is. In het kielzog van Isolee weet hij daarmee positieve recensies te ontvangen. Schlorf blijft een vaste gast in later werk van Kremeier.
Opvolgers Getting even (2004) en Care  (2009) worden ook goed ontvangen door de pers. In 2010 verlaat hij het Playhouse label. Daarna richt hij ook het eigen label Another picture op, waar hij tijd in steekt. Hij brengt in die jaren zo nu en dan een single uit. In  2018 komt hij weer toe aan een album. Island Times verschijnt op het Hypercolour-label omdat hij zijn eigen label nog niet ontwikkeld genoeg achtte.

## Discografie
- Belong, Playhouse (2000)
- Getting Even, Playhouse (2004)
- Care, Playhouse (2009)
- Island Times, Hypercolour (2018)